# М'ятний джулеп

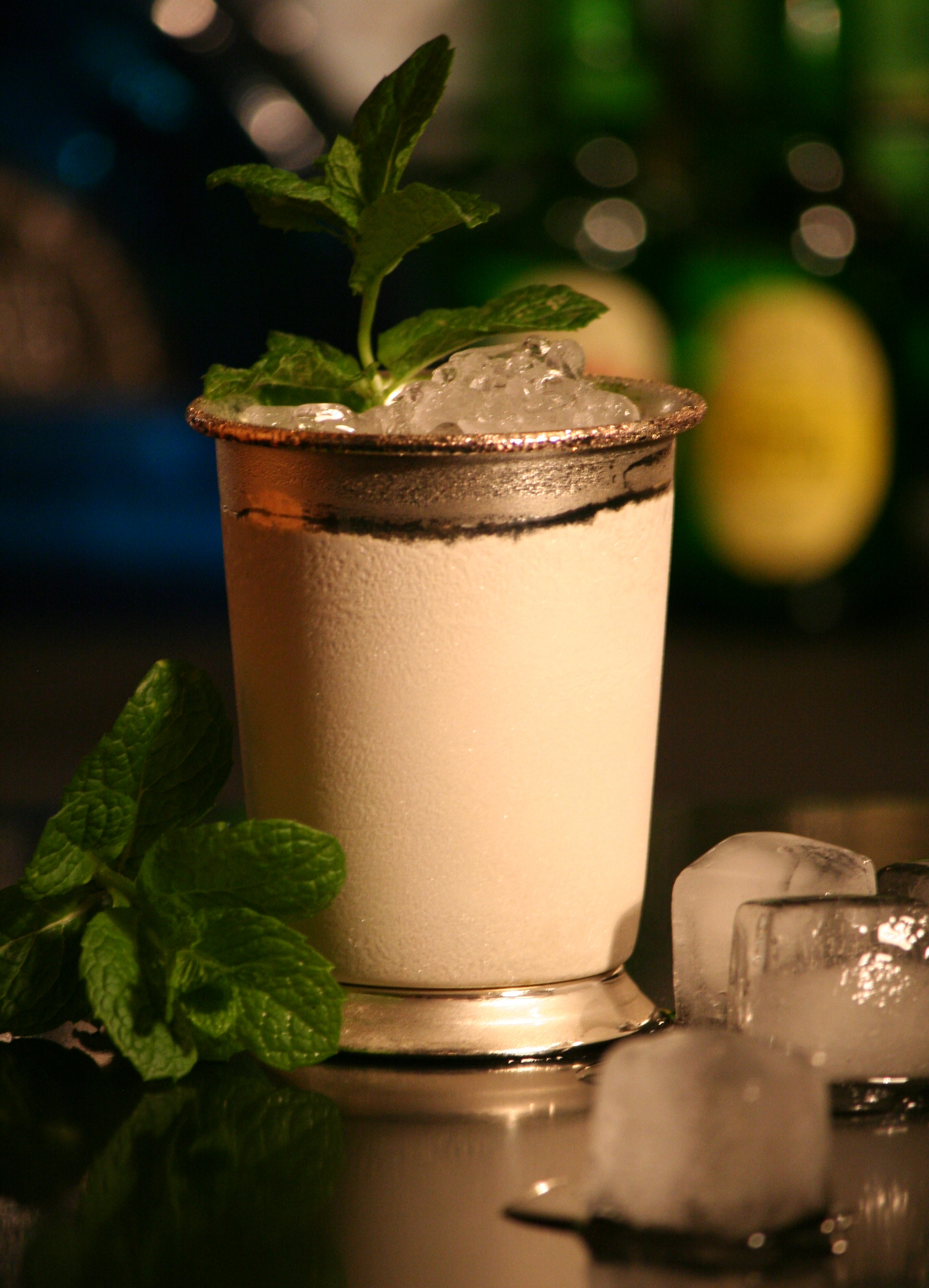
Коктейль «М'ятний джулеп»

М'ятний джулеп (англ. Mint julep) — коктейль на основі бурбона (або іншого міцного спиртного напою), води, дробленого льоду та свіжої м'яти. Як коктейль на основі бурбона він асоціюється з Півднем США та кухнею південних штатів у цілому і зокрема Кентуккського дербі. Класифікується як лонґ дрінк (англ. long drink). Належить до офіційних напоїв Міжнародної асоціації барменів, в категорії «Сучасна класика» (англ. Contemporary classics).

## Спосіб приготування
Склад коктейлю «Mint julep»:
- бурбон або віскі — 60 мл (6 cl),
- вода — 2 чайних ложки,
- цукрова пудра — 1 чайна ложка,
- м'ята — 4 листочки.